# Bad Klosterlausnitz
Bad Klosterlausnitz è un comune di 3 384 abitanti della Turingia, in Germania.
Appartiene al circondario della Saale-Holzland (targa SHK).
Bad Klosterlausnitz svolge il ruolo di "comune amministratore" (Erfüllende Gemeinde) nei confronti dei comuni di Albersdorf, Bobeck, Scheiditz, Schlöben, Schöngleina, Serba, Tautenhain, Waldeck, Weißenborn.